# Валтер, Янис Теодорович
Янис Теодорович Ва́лтер (рус. Иван Фёдорович Вальтер, латыш. Jānis Teodors Eižens Valters, нем. Johann Walter-Kurau; 1869, Митава — 1932, Берлин) — русский и немецкий художник. Работал в Митаве (ныне Елгава) до 1906 года, затем в Дрездене (1906—1917) и Берлине (после 1917 года, в период Веймарской республики).

## Биография
Янис Валтер родился в семье балтийских немцев — купца и ратмана Теодора Валтера и его жены (до замужества Kurau), был одним из пяти детей.
В 1880—1888 годах учился в средней школе Митавы, где учителем рисования был Kурт Вишнер (латыш. Kurt Vīsners). Одновременно посещал студию художника Юлиуса Деринга (латыш.  Jūliuss Dērings, нем. Julius Döring) и брал уроки игры на скрипке.
В 1889—1897 годах учился в Высшем художественном училище при Императорской Академии художеств в Петербурге у А. Д. Кившенко и В. Е. Маковского. Получил степень художника-живописца за дипломную работу «На рынке» (1897).
Был членом кружка латышских художников «Rūķis» («Гном»).

## В Германии
После смерти родителей и потрясений, вызванных революцией 1905 года в России, Валтер в 1906 году навсегда уехал в Германию. Он получил приглашение барона Паула фон Шлиппенбаха (нем. Paul von Schlippenbach (1869—1933)), который тоже был художником, и поселился в Дрездене, откуда в 1917 году переехал в Берлин. Среди причин, побудивших Валтера к эмиграции, также называют развод с женой и плохое отношение общества, в частности из-за петиции царю, которую он подписал наряду с другим выдающимся художником Латвии — Вильгельмом Пурвитисом.
Картины, написанные в Германии, Валтер подписывал двойной фамилией «Walter-Kurau». В Германии у Валтера была целая плеяда учеников, позже получивших известность: Hans Zank (1889—1967), Willi Gericke (1895—1970), Ilse Heller-Lazard (1884—1934), Eva Langkammer (1888—1956), Else Lohmann (1897—1984), Minna Köhler-Roeber (1883—1957). Один из его учеников — Otto von Kursell — позже стал ректором Берлинской академии искусств.

## Творчество

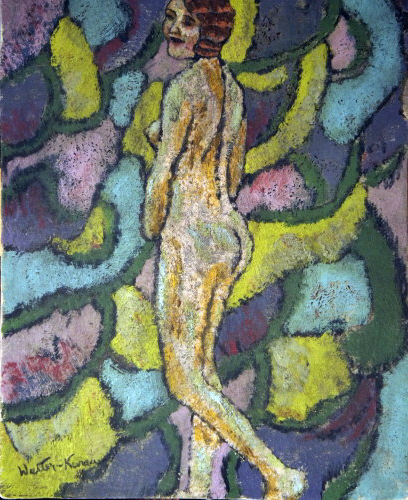
Нагая натурщица стоя.
Около 1932. Масло, 28 × 24 см

Один из основоположников современной латвийской живописи. Валтер писал пейзажи, портреты, жанровые сцены.
Из ранних произведений Валтера получили известность жанровые городские сценки и народные типажи — «На рынке» (1897), «Крестьянская девочка» (около 1905), «Сирота» (1907).
Валтер также писал пейзажи в реалистической манере. В более поздние годы в работах Валтера заметно влияние немецкого экспрессионизма. В живописи Валтера можно увидеть его увлечение музыкой, он сам обучался игре на скрипке и его вторая жена была скрипачка. Широкую известность в Латвии получила картина Валтера «Купающиеся мальчики».
Произведения художника находятся в коллекциях Латвийского национального художественного музея, музее города Кулдига, Тукумском музее.

## Галерея

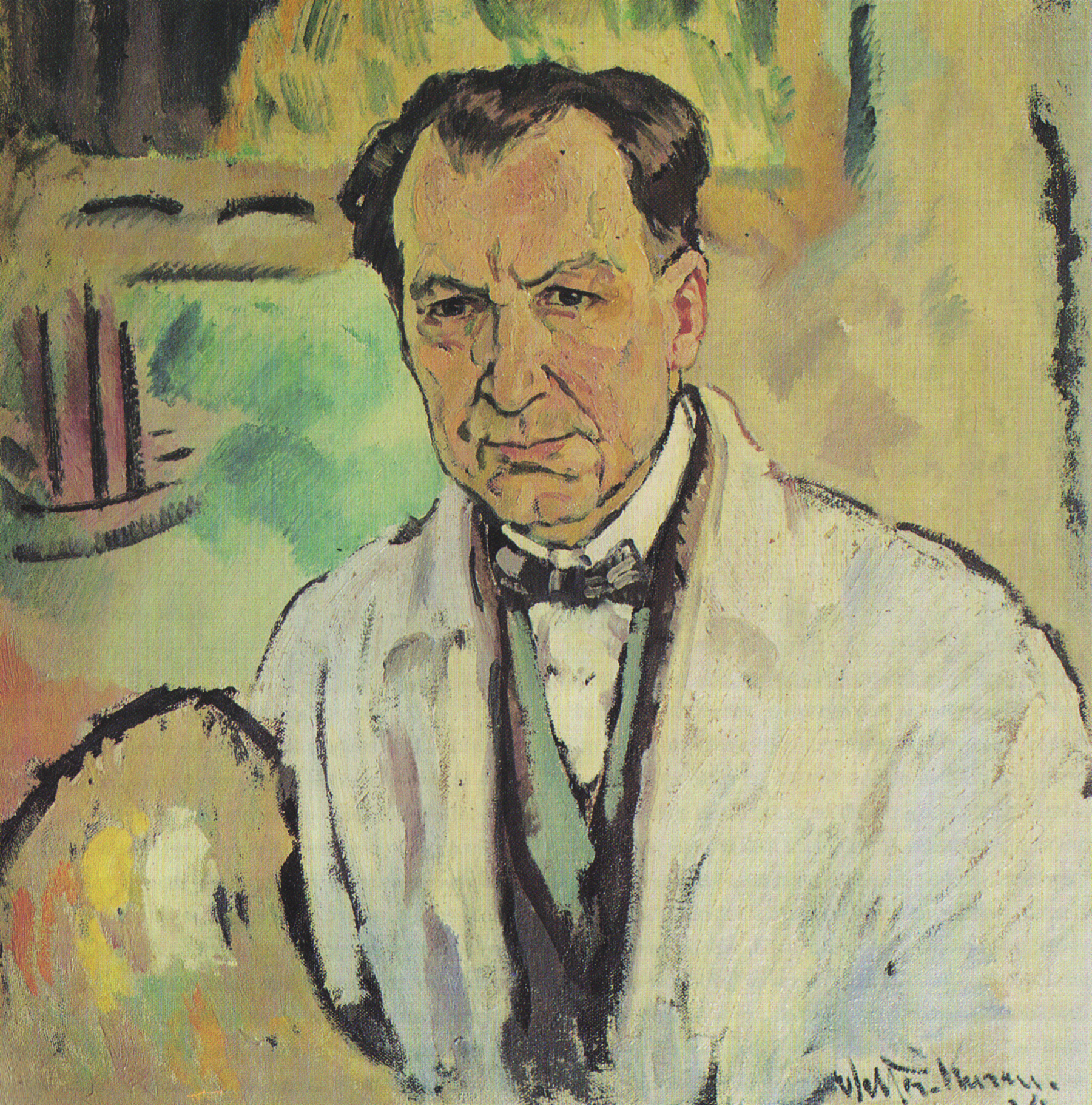
Автопортрет (1924)
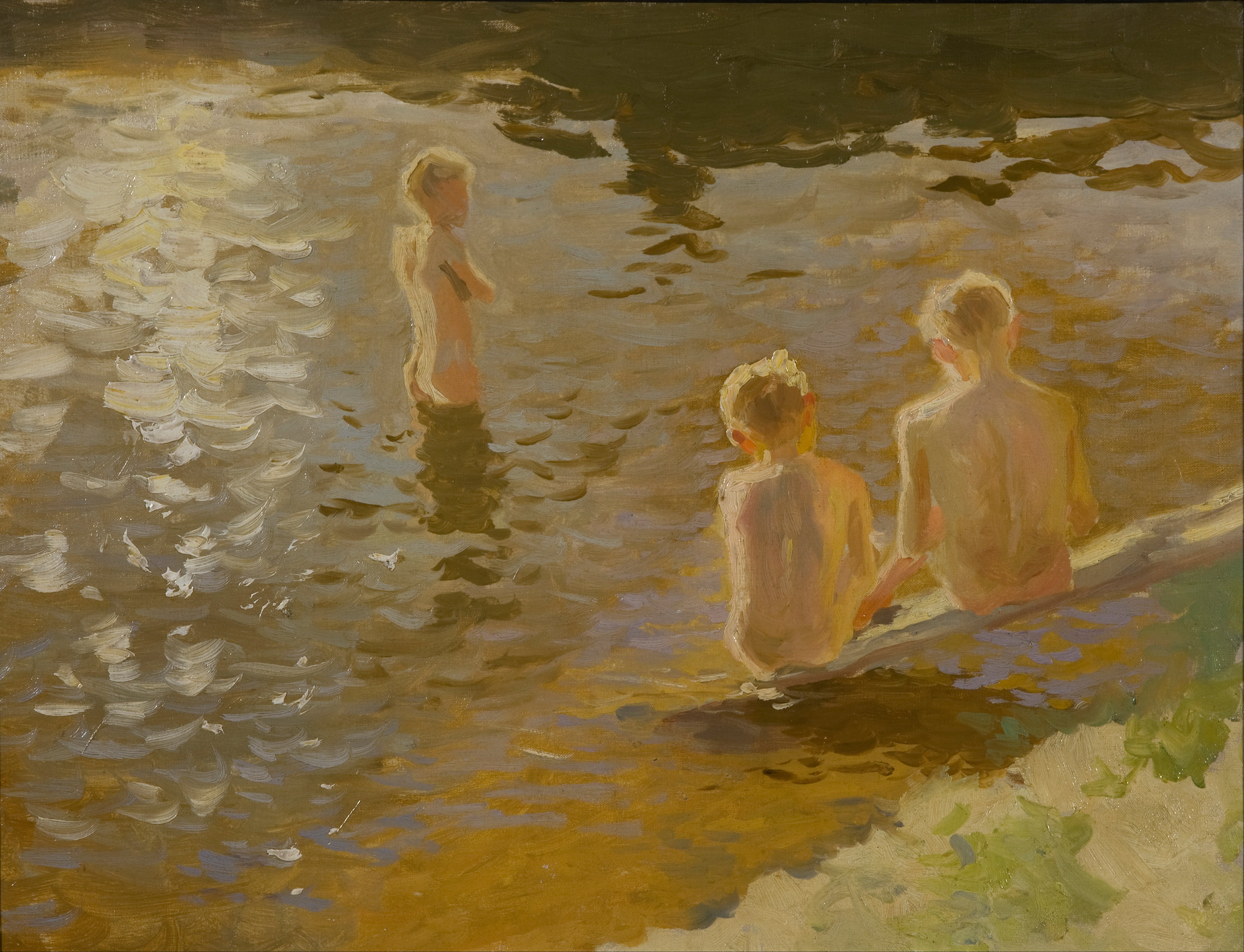
Купающиеся мальчики (1900)
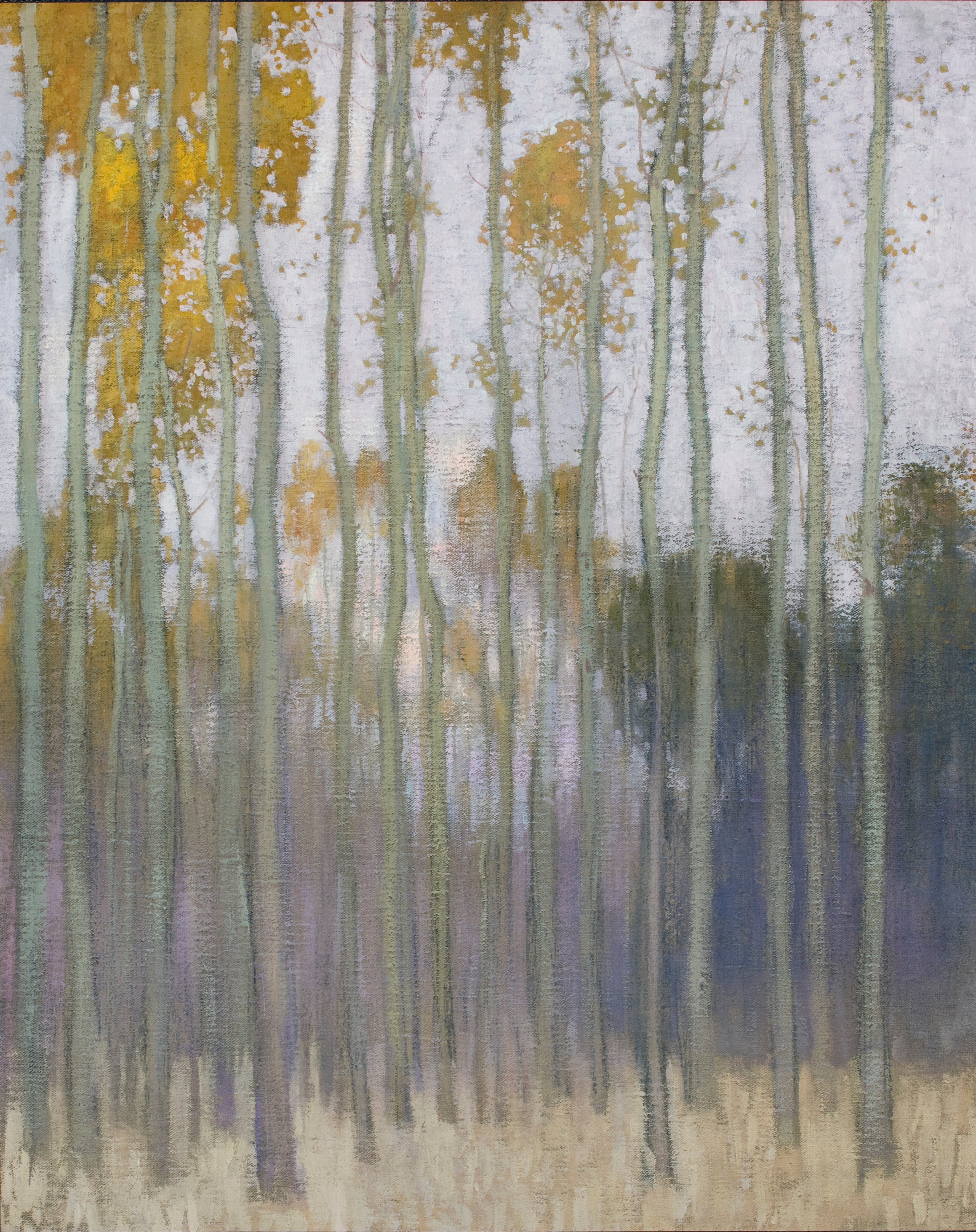
Лес (Утреннее солнце) 1904
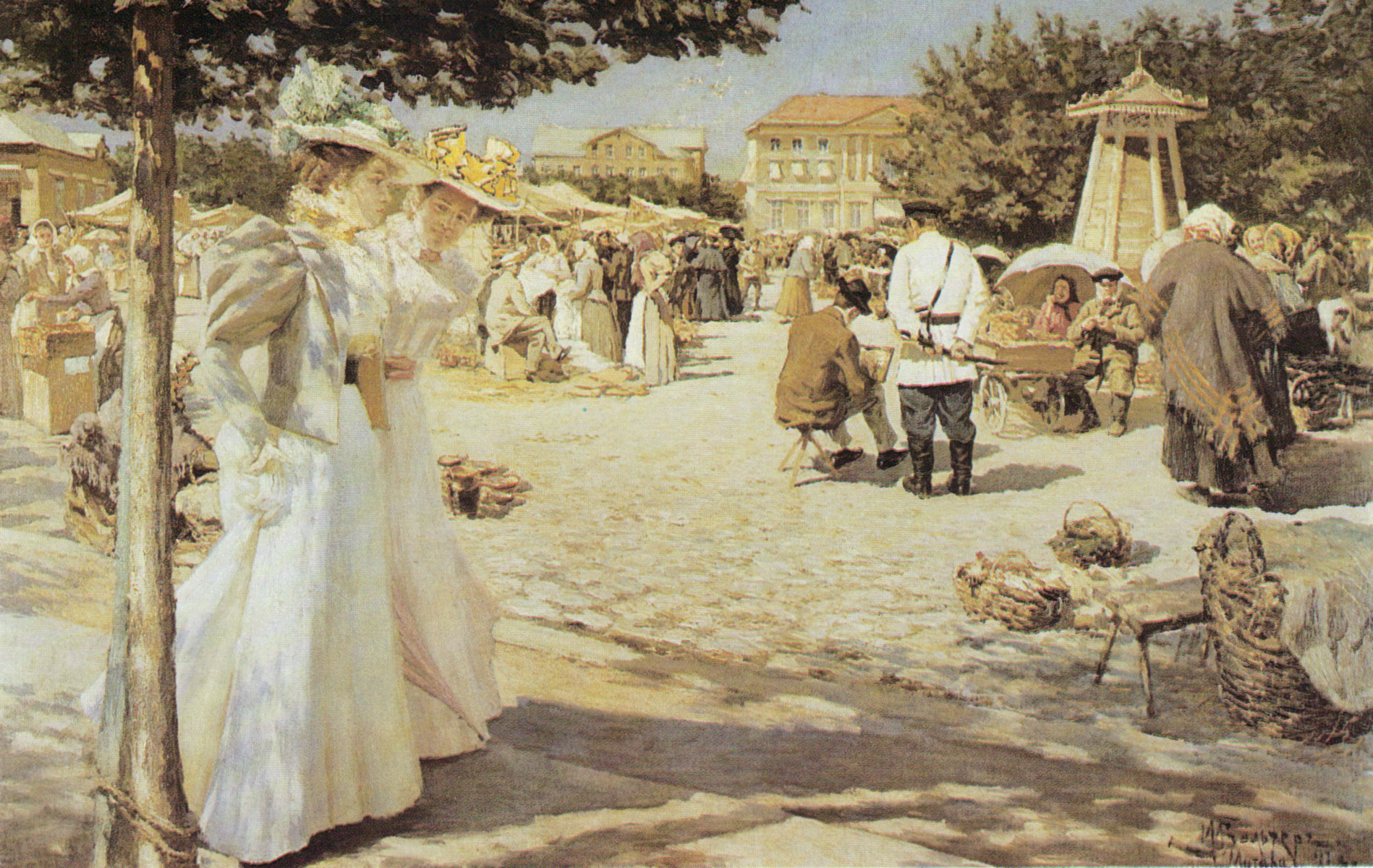
Рынок в Елгаве (1897)
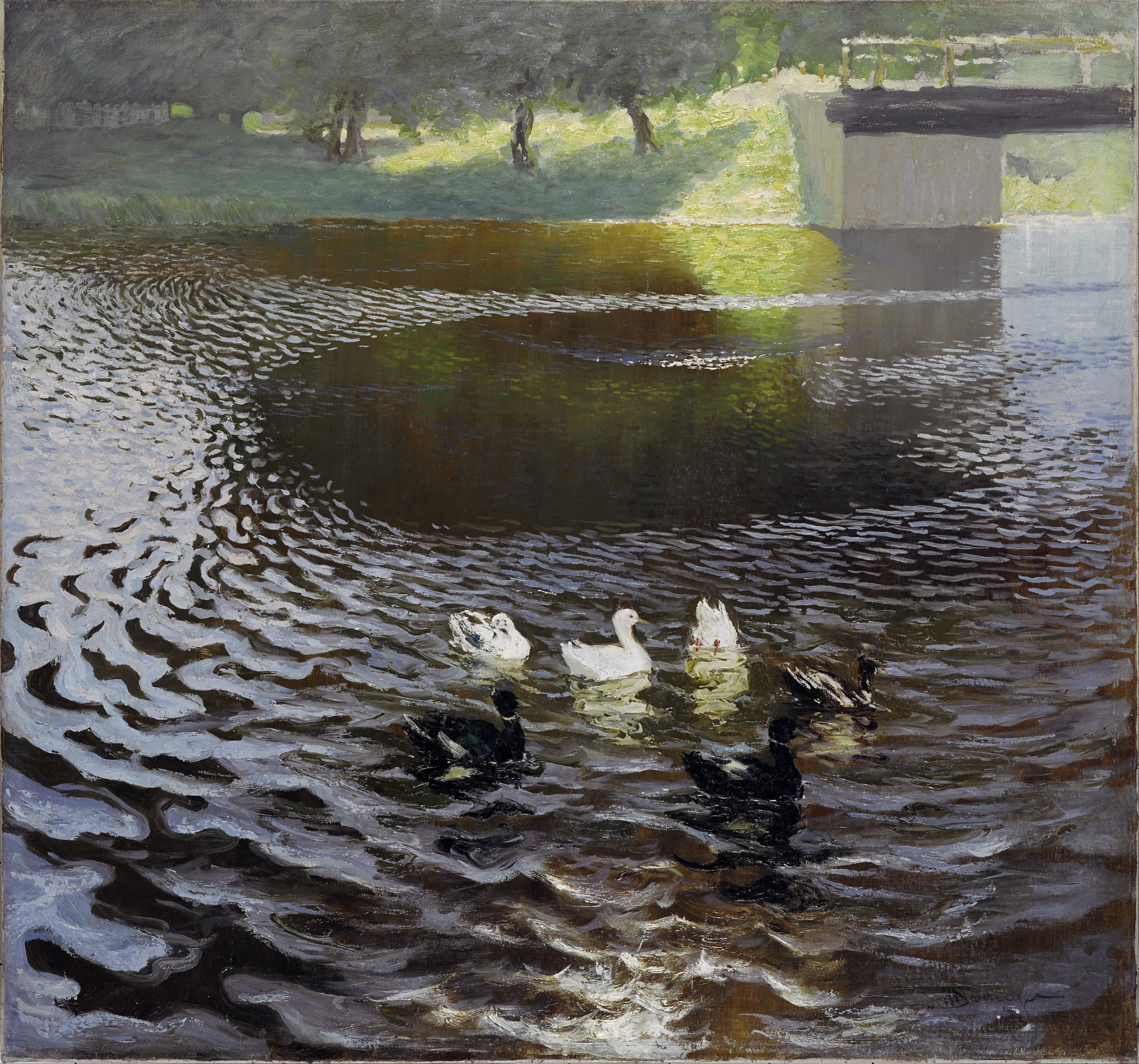
Утки (1898)
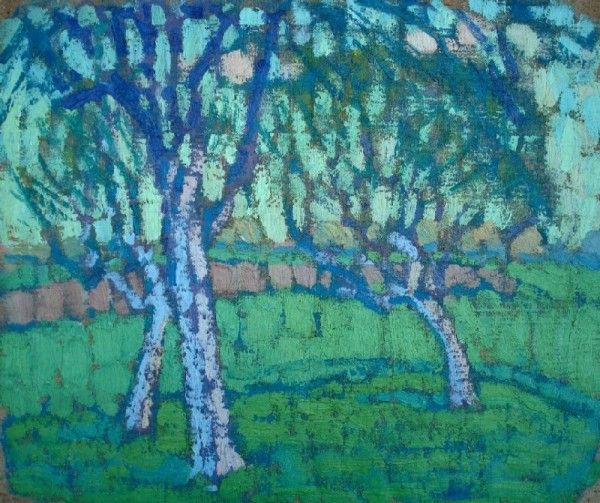
Пейзаж с березами (около 1912)